# Carl Anton Larsen
Carl Anton Larsen (7. srpen 1860, Østre Halsen – 8. prosinec 1924, Rossovo moře) byl norsko-britský cestovatel a polárník. Dosáhl významných úspěchů při zkoumání Antarktidy, včetně objevů řady fosílií. Klíčovou byla jeho výprava na lodi Jason v letech 1892–1894, při níž prozkoumal východní pobřeží Antarktického poloostrova, Rossovo moře, některé antarktické ostrovy a jako první popsal pobřeží Grahamovy země. Pronikl až k 68° 10’ jižní šířky. Roku 1893 byl prvním člověkem v historii, který v Antarktidě lyžoval. Místo, kde se tak stalo, dnes nese jeho jméno: Larsenův ledový šelf. Byl též průkopníkem velrybářského průmyslu v Jižní Georgii. V roce 1904 založil město Grytviken.
Narodil se v Norsku, v průběhu života získal britské občanství.